# 진 허숄트
진 허숄트(Jean Hersholt, 1886년 7월 12일 ~ 1956년 6월 2일)는 덴마크의 배우이다.

## 출연 작품
- 이츠 어 빅 컨트리 (1951)
- 스테이지 도어 캔틴 (1943)
- 해피 랜딩 (1938)
- 알렉산더의 랙타임 밴드 (1938)
- 하이디 (1937)
- 7번째 하늘 (1937)
- 원 인 어 밀리언 (1936)
- 마크 오브 더 뱀파이어 (1935)
- 캣 앤 더 피들 (1934)
- 8시 석찬 (1933)
- 마스크 오브 푸 만주 (1932)
- 엠마 (1932)
- 그랜드 호텔 (1932)
- 트랜서틀랜틱 (1931)
- 마델론의 비극 (1931)
- 한 병사가 뭔가를 한다 (1930)
- 비에니즈 나이츠 (1930)
- 케이스 오브 서전트 그리샤 (1930)
- 황태자의 사랑 (1927)
- 돈 큐 - 조로의 아들 (1925)
- 스텔라 달라스 (1925)
- 탐욕 (1925)
- 영혼의 목자 (1917)